# Râul Sâmbotin
Râul Sâmbotin este un curs de apă, afluent al râului Jiu. Cursul superior al râului este cunoscut sub numele de Râul Vâjoaia

## Hărți
- Harta munții Vâlcan  Arhivat în 15 iunie 2011, la Wayback Machine.